# Ibico

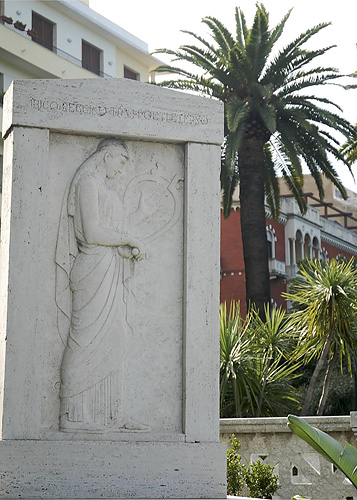
Reggio Calabria, monumento a Ibico.

Ibico (in greco antico: Ἴβυκος?, Íbykos; Rhegion, 570 a.C. circa – Corinto?, dopo il 522 a.C.) è stato un poeta greco antico di lirica corale, attivo verso la metà del VI secolo a.C. in Magna Grecia.

## Biografia
Ibico nacque a Rhegion (oggi Reggio Calabria) da una famiglia aristocratica. Figlio di Fitio, si sarebbe formato alla scuola poetica di Stesicoro e in età adulta andò a vivere a Samo presso la corte del tiranno Eaco o del figlio Policrate, a seconda della cronologia che si accetta, dove incontrò il poeta Anacreonte.
Alcuni aneddoti antichi ricordano, a tal proposito, Ibico non solo come poeta di corte di Policrate, ma, appaiandolo appunto ad Anacreonte, come inventore di strumenti musicali:
(Ateneo di Naucrati, IV, 175 d-e)
A proposito della sua morte, a Corinto, dove doveva essere giunto dopo la morte violenta del tiranno di Samo, si raccontava:
(Plutarco, De garrulitate, XIV)
Forse tale leggenda nacque per l'analogia tra il nome del poeta e il nome di una specie di gru: Esichio, infatti, riporta che ἶβυξ è una forma di "ibis", mentre la parola più comune per "gru" (γέρανος, geranos) è quella usata per gli uccelli associati all'aneddoto.

## Opere

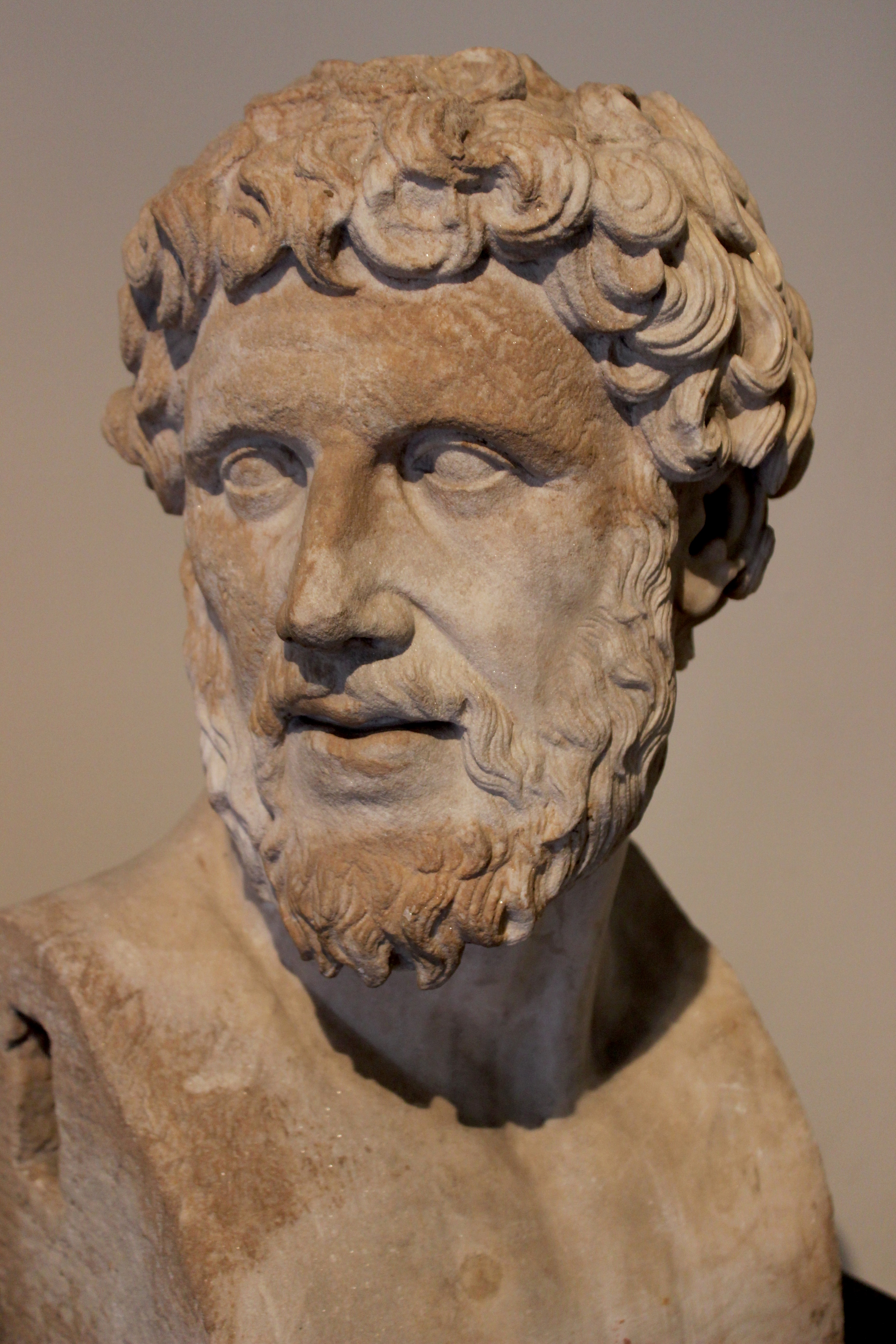
Un ritratto di Ibico, rinvenuto alla villa dei Papiri di Ercolano.

Annoverato dagli alessandrini tra i nove poeti lirici, Ibico scrisse vari carmi raccolti in sette libri. Pur subendo l'influsso di Stesicoro, si allontanò progressivamente dal modello di carmi lirici di contenuto eroico (encomi), che pure produsse, per diventare il poeta dell'amore e della passione, soprattutto in lode della bellezza degli efebi, dando così alla lirica corale un aspetto nuovo e originale.
(Scolio a Pindaro, Istmica II, 1)
Tuttavia la maggior parte della sua produzione è andata perduta, e di queste composizioni poetiche possediamo oggi solo una sessantina di frammenti. Uno di questi, conservato da un papiro, permette di leggere la parte finale del cosiddetto Encomio di Policrate, in cui Ibico elenca situazioni ed eroi della guerra di Troia aggiungendo però di non volersi occupare di questo argomento; egli preferisce invece ricordare alcuni eroi greci e troiani famosi per la loro bellezza, paragonando a questi lo stesso Policrate.

Di argomento mitologico dovevano essere altri componimenti, come uno che non si sapeva se attribuire a Ibico o a Stesicoro, un poema intitolato I giochi funebri per Pelia; pare però più probabile, a giudicare da altre testimonianze, che tale poema fosse opera di Stesicoro:
(Ateneo, IV, 172 d-e)

## Il mondo poetico e concettuale di Ibico
Un tema comune in molte opere è quello della possessione amorosa, a cui però il poeta risponde stancamente poiché colpito dall'amore in vecchiaia. Un altro carme proclama radiosamente che ogni stagione è tempo d'amore, così forte da gelare il corpo, a differenza della primavera che feconda la terra:
cidonii, irrigati da fluenti

rivi, lì dove le vergini

hanno i loro puri giardini, e i grappoli d'uva,

che crescon sotto l'ombre

delle viti, sbocciano e fioriscono, per me Eros

non riposa in alcuna stagione,

ma, come il vento gelido di Borea,

carico di fulmini,

soffiando da Afrodite con fiammanti

colpi di follia, ceruleo e senza riposo,

mi scuote dalle radici

mente e cuore.»
(trad. A. D'Andria)
Cicerone lo lodò considerandolo poeta d'amore più ardente degli altri poeti della Magna Grecia, così come altri autori lo definirono poeta quantomai portato alla poesia erotica.
Lo stile di Ibico è caratterizzato da un grande uso degli aggettivi e dalla particolarità di inserire il significato del componimento nei versi centrali, anziché nelle battute finali, in un uso che si discosta ampiamente dalla consuetudine lirica saffica. Esso è visibile, ad esempio, nel già citato Fr. 286 West, che richiama un passo analogo di Saffo, variandone stile e impostazione.